# Malay (Saône-et-Loire)
Malay település Franciaországban, Saône-et-Loire megyében. Lakosainak száma 216 fő (2022. január 1.). Malay Sercy, Cortevaix, Bissy-sous-Uxelles, Bresse-sur-Grosne, Chapaize, Cormatin, Saint-Gengoux-le-National, Savigny-sur-Grosne és Bonnay-Saint-Ythaire községekkel határos.

## Népesség
A település népességének változása:
| Lakosok száma | 237  | 224  | 227  | 206  | 204  | 199  | 197  | 206  | 216  |
|               | 2013 | 2015 | 2016 | 2017 | 2018 | 2019 | 2020 | 2021 | 2022 |